# Magellan
Magellan — прогрессив-метал/прогрессив-рок-группа из США. Основана в 1985 году двумя братьями — Трентом и Уэйном Гарднерами. На группу оказали сильное влияние Genesis, Kansas Yes и Rush. Для звучания Magellan характерна специфическая гармония.

## История
Группа «Magellan» создана в 1985 году братьями Гарднерами. Команда часто выступала, и поэтому вскоре приобрела известность в кругах прогрессивного рока. Музыкантами заинтересовался глава «Shrapnel Records» Майк Варни и бывший менеджера The Rods Питер Мортичелли — они в то время основали специальный прогрессив-рок-лейбл Magna Carta. В 1990 году «Magellan» первыми подписали контракт с фирмой Magna Carta. Ко времени подписания контракта дебютный альбом, «Hour Of Restoration», был готов на треть.
Практически все песни были написаны Трентом Гарднером. Также он был лидирующим вокалистом и играл на клавишных инструментах. Гитарой владел его брат Уэйн, а за бас отвечал Хал Стрингфеллоу. Вместо ударника музыканты использовали драм-машину. Второй релиз, «Impending Ascension», был сотворён почти тем же составом, и только на единственной песне появился барабанщик Jethro Tull Дон Перри.

## Дискография
Студийные альбомы
- Hour of Restoration (1991)
- Impending Ascension (1993)
- Test of Wills (1997)
- Hundred Year Flood (2002)
- Impossible Figures (2003)
- Symphony for a Misanthrope (2005)
- Innocent God (2007)

## Состав
- Трент Гарднер — вокал, клавишные музыкальные инструменты, тромбон (1985—2016)
- Уэйн Гарднер — гитара, бас-гитара, бэк-вокал (1985—2014)